# Futsal Aprutino Calcio a 5
L'Associazione Sportiva Dilettantistica Futsal Aprutino Calcio a 5 è una società italiana di calcio a 5 con sede a Loreto Aprutino.

## Storia
Fondata nel 1984 come Stella Rossa, nel 2002 la società unì le forze con l'ACLI Passo Cordone dando vita alla Polisportiva Aprutino (comprendente anche una squadra di calcio); nel 2007 avviene un nuovo cambio di denominazione in Loreto Aprutino Calcio a 5. Dopo numerosi campionati disputati nei campionati regionali, al termine della stagione 2007-08 la squadra guidata da Piero Marrone viene promossa in Serie B. Nella nuova categoria la società aprutina non è intenzionata a fare il ruolo della comparsa, e così dopo due campionati conclusi a ridosso delle prime, nella stagione 2010-2011 conquista anche una storica promozione in Serie A2. L'impatto con la nuova categoria è dei migliori, e al primo tentativo il Loreto Aprutino conclude il campionato al 4º posto del girone A, qualificandosi ai play off dove però viene eliminato al secondo turno dal Cagliari. Soddisfazione anche per il laterale Conrado Sampaio che vince la classifica dei marcatori mettendo a segno 46 reti in 22 presenze. Nell'estate 2013 la società non presenta domanda di iscrizione in serie A2, ripartendo dal campionato regionale di serie C1 dopo aver rilevato il titolo sportivo dello Scorpions Chieti. La squadra domina sia nella Coppa Italia regionale che in campionato, ottenendo la promozione in Serie B con quattro giornate di anticipo. Nella stagione 2014-15 ritorna dunque a disputare un campionato nazionale con la denominazione Futsal Aprutino C5

## Statistiche e record
Si riportano di seguito le partecipazioni ai campionati della società dalla stagione 2001-02 in poi.
| Livello | Categoria | Partecipazioni | Debutto   | Ultima stagione | Totale |
| ------- | --------- | -------------- | --------- | --------------- | ------ |
| 2°      | Serie A2  | 2              | 2011-2012 | 2012-2013       | 2      |
| 3°      | Serie B   | 5              | 2008-2009 | 2015-2016       | 5      |
| 4°      | Serie C   | 3              | 2001-2002 | 2003-2004       | 8      |
| 4°      | Serie C1  | 5              | 2004-2005 | 2013-2014       | 8      |
| 5°      | Serie C2  | 0              | -         | -               | 0      |
| 6°      | Serie D   | 1              | 2016-2017 | 2016-2017       | 1      |